# Collegium Canisianum

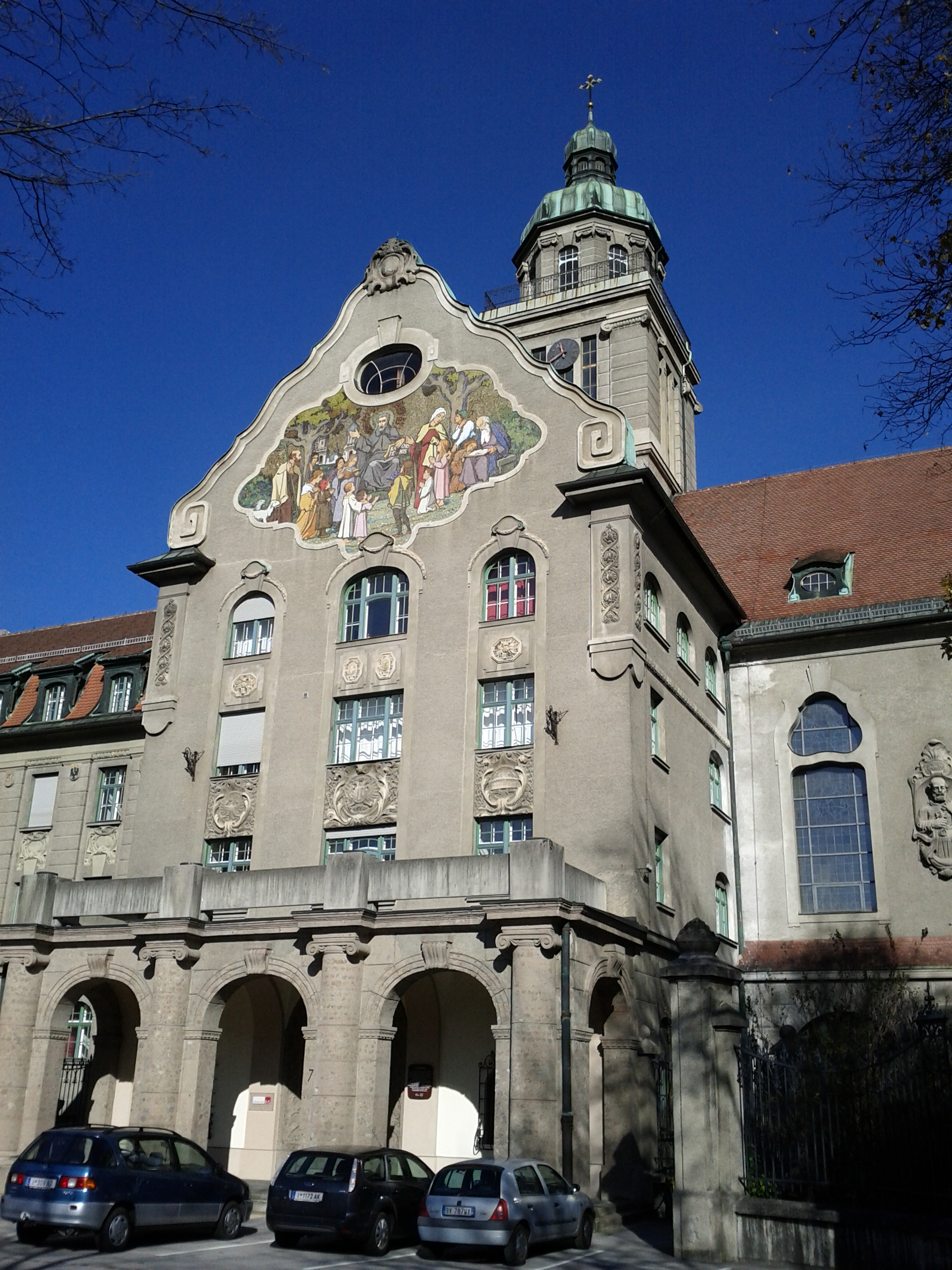
Portail et façade principale du 'Collegium Canisianum'

Le Collegium Canisianum est un séminaire catholique international et faculté de théologie situé à Innsbruck en Autriche.

## Historique
Le séminaire doit son nom au saint jésuite Pierre Canisius, un des compagnons de saint Ignace de Loyola. Il a été construit en 1910-1911 sur commande du régent (ou recteur) du séminaire, Michael Hoffmann sj, et confié à la Compagnie de Jésus.
De 1915 à 1919, il a hébergé les séminaristes du Collegium Germanicum de Rome, expulsés par la Première Guerre mondiale.
Le gouvernement national-socialiste allemand (l'Autriche ayant été annexée par l'Allemagne du Troisième Reich) ordonne sa fermeture le 21 novembre 1938, comme tous les séminaires des congrégations et ordres religieux. Il rouvre ses portes en octobre 1945.
Il a formé de nombreux futurs évêques d'Europe centrale.

## Personnalités
Ont étudié au Collegium Canisianum :
- Vilmos Apor (1892–1945), évêque du diocèse de Győr, béatifié en 1997
- Nykyta Budka (1877–1959), évêque auxiliaire de Lviv (Lwów), béatifié en 2001
- Edward J. Flanagan (1886–1948), fondateur de Boys Town aux États-Unis.
- Josef Frings (1887–1978), archevêque de Cologne et cardinal.
- Clemens August von Galen (1878–1946), évêque de Münster et cardinal, béatifié en 2005
- Andrew Ishchak (1887–1941), théologien à l’académie de Lwow, béatifié en 2001
- Myroslav Ivan Lubachivsky (1914–2000), archevêque majeur de Lviv de l'Église grecque-catholique ukrainienne, et cardinal.
- Konrad von Preysing (1880–1950), évêque de Berlin Berlin, et cardinal
- Paulus Rusch (1903–1986), évêque d’Innsbruck
- Adam Stefan Sapieha (1867–1951), archevêque de Cracovie, et cardinal.
- Josyf Slipyj (1892–1984), archevêque majeur de l’Église grecque-catholique ukrainienne, et cardinal.
- Clément Sheptytsky (1869–1951), exarque de Russie et Sibérie, archimandrite, béatifié en 2001.

## Source
- (it) Cet article est partiellement ou en totalité issu de l’article de Wikipédia en italien intitulé « Collegium Canisianum » (voir la liste des auteurs).